# In Concert/MTV Plugged
| 전문가 평가 | 전문가 평가 |
| 평가 점수   | 평가 점수   |
| 출처        | 점수        |
| ----------- | ----------- |
| AllMusic    | [ 1 ]       |
| Tom Hull    | B–          |

《In Concert/MTV Pluged》는 1992년 미국의 싱어송라이터 브루스 스프링스틴의 콘서트 비디오이자 1993년 라이브 음반이다.
1992년 9월 22일, 로스앤젤레스의 워너 할리우드 스튜디오에서 녹음된 MTV 언플러그드 시리즈의 일부이며, 스프링스틴의 《Human Touch》와 《Lucky Town》 투어가 시작될 무렵 녹음되었다. 이 콘서트는 원래 1992년 11월 11일, MTV에서 한 시간짜리 스프링스틴 다큐멘터리로 방영되었다.
스프링스틴은 이전에 발표되지 않은 곡 〈Red Head Woman〉을 어쿠스틱 기타로 독주했고, 그와 그의 고용된 밴드(멤버 로이 비탄과 패티 시알파가 스프링스틴과 함께 공연을 계속했지만, 이 시기는 E 스트리트 밴드가 해체될 때였다)는 공연의 나머지 부분을 증폭된 악기를 사용했다. 그래서 이 콘서트는 《MTV Plugged》(때로는 음반 커버 아트를 따서 《XXPlugged》라고 쓰기도 한다)라고 불렸다. 전하는 바에 따르면 스프링스틴은 투어 밴드의 음향 편곡 리허설에 불만이 있었고, 이것이 그를 《Unplugged》 형식을 깨게 한 계기가 되었다고 한다. 상업적으로 이 음반은 미국에서 골드 인증을 받았다.

## 곡 목록
모든 곡들은 브루스 스프링스틴에 의해 작사/작곡하였다.
| #   | 제목                             | 재생 시간 |
| --- | -------------------------------- | --------- |
| 1.  | 〈Red Headed Woman〉             | 2:51      |
| 2.  | 〈Better Days〉                  | 4:27      |
| 3.  | 〈Atlantic City〉                | 5:38      |
| 4.  | 〈Darkness on the Edge of Town〉 | 4:40      |
| 5.  | 〈Man's Job〉                    | 5:43      |
| 6.  | 〈Human Touch〉                  | 7:30      |
| 7.  | 〈Lucky Town〉                   | 5:08      |
| 8.  | 〈I Wish I Were Blind〉          | 5:14      |
| 9.  | 〈Thunder Road〉                 | 5:28      |
| 10. | 〈Light of Day〉                 | 8:17      |
| 11. | 〈If I Should Fall Behind〉      | 4:45      |
| 12. | 〈Living Proof〉                 | 6:05      |
| 13. | 〈My Beautiful Reward〉          | 5:58      |

## 비디오
1992년 12월 15일 VHS와 레이저디스크가 오디오 발매에 앞서 발매되었으며 120분 동안 진행되었다. 더 많은 노래들이 이후의 오디오 화신과 MTV에서 실제로 방영되었던 것보다 더 많이 이곳에 있었다.
2004년 11월 9일, 이 공연의 DVD가 재발매되었다.

### 곡 목록
1. "Red Headed Woman"
2. "Better Days"
3. "Local Hero"
4. "Atlantic City"
5. "Darkness on the Edge of Town"
6. "Man's Job"
7. "Growin' Up"
8. "Human Touch"
9. "Lucky Town"
10. "I Wish I Were Blind"
11. "Thunder Road"
12. "Light of Day"
13. "The Big Muddy"
14. "57 Channels (And Nothin' On)"
15. "My Beautiful Reward"
16. "lory Days"

- MTV 쇼에 포함되지 않은 보너스 곡:

1. "Living Proof"
2. "If I Should Fall Behind"
3. "Roll of the Dice"

## 인증
| 국가                        | 인증     | 판매량/출하량 |
| --------------------------- | -------- | ------------- |
| 오스트레일리아 (ARIA) video | 플래티넘 | 15,000^       |
| 스페인 (PROMUSICAE)         | 골드     | 50,000^       |
| 미국 (RIAA) video           | 골드     | 50,000^       |
| ^출하량을 기반으로 한 인증  |          |               |